# 宇宙戦争 (フィクション)
宇宙戦争（うちゅうせんそう）は、対立する勢力間に宇宙空間が介在する紛争。主に宇宙空間や惑星上で繰り広げられる、星間戦争を指す言葉である。
現在、公式には現実に人類が関わる宇宙戦争が勃発した事例はなく、継続中の宇宙戦争も存在しない事になっている。また、人類諸国家に対する対立勢力で、宇宙空間に有人軍事拠点をもつものは、地球人、異星人の別を問わず、公式には存在しないとされている。しかし、SF作品の題材としては最もポヒュラーな物の一つで、小説、舞台演劇、ラジオドラマ、漫画、アニメーションを含む各種の映像作品、Webコンテンツ､コンピュータゲーム等メディアを越えた創作物が存在し、今も尚増加傾向にある。
一連の宇宙戦争を題材とした作品の中で最もポピュラーで、SF作品として作者がはっきり認識した上で書かれたものとしては、H・G・ウェルズの『宇宙戦争』が最古であると思われる。
現在は、宇宙戦争という言葉は、ウェルズ作品や、宇宙空間が介在する一連の紛争を取り扱った一連のSF作品群、もしくは作品内で取り扱われる架空の戦争をさすことが一般的である。

## 分類
そういった戦争は人類史上起こったことがなく、現在まではSFの世界の中だけの出来事になっている。宇宙戦争を当事者の関係で分類すると概ね以下の通り。
1. 主に地球人同士の恒星系国家、惑星国家間に勃発する星間戦争。
  - 『ファウンデーション』
  - 『スターシップ・オペレーターズ』
  - 『デューン』
  - 『銀河英雄伝説』
  - 『星界の紋章』
2. 地球人を含む宇宙文明間の紛争。侵略・被侵略戦争を含む。
  - 『ファウンデーション』
  - 『巨人たちの星』
  - 『スター・ウォーズシリーズ』
  - 『スタートレック』
  - 『宇宙英雄ペリー・ローダン』
3. 地球人と地球外生命体の紛争。地球侵略と領土問題を含む。
  - 『宇宙戦争』
  - 『異星の客』
  - 『ARIEL』
  - 『宇宙の戦士』
  - 『宇宙戦艦ヤマトシリーズ』
  - 『宇宙大帝ゴッドシグマ』
  - 『伝説巨神イデオン』
  - 『銀河漂流バイファム』
  - 『超時空要塞マクロス』
  - 『超時空騎団サザンクロス』
  - 『トップをねらえ!』
  - 『無責任艦長タイラー』
  - 『HALO』
  - 『ほしのこえ』
  - 『銀河機攻隊 マジェスティックプリンス』
  - 『翠星のガルガンティア』
  - 『機甲艦隊ダイラガーXV』
4. 地球人同士が起こす地球近傍宙域もしくは太陽系内での一連の紛争。
  - 『ガンダムシリーズ』
  - 『航空宇宙軍史』
  - 『月は無慈悲な夜の女王』　
  - 『機動戦艦ナデシコ』
  - 『革命機ヴァルヴレイヴ』
  - 『アルドノア・ゼロ』
  - 『宇宙戦艦ティラミス』
  - 『コール・オブ・デューティ インフィニット・ウォーフェア』

### 備考
上の分類で、「地球」とされているが、『スター・ウォーズ』などの地球の登場しない話（地球が滅亡してからの話や地球が誕生する前の話、或は地球とは別の宇宙域の話）がある。上の分類では、そういった話は、それに近い分類に置いている。

## その他
地球人以外での宇宙戦争として、トランスフォーマーシリーズやウルトラシリーズ（『ウルトラギャラクシーファイト 大いなる陰謀』）などに見られる。